# Hugo Becker
Hugo Becker (Metz, Francia, 13 de mayo de 1987) es un actor francés de películas y televisión. Es conocido por su papel en la serie de televisión Gossip Girl como el príncipe Louis Grimaldi.

## Historia
Luego de graduarse en la Escuela de teatro, Conservatorio de Lille, Cours Florent, Real Academia de Arte Dramático, tanto en francés como en inglés, Hugo fue galardonado con talentosos jóvenes en 2010 en el festival de Cine de Cannes. Durante ese mismo año, hizo su debut en la pantalla francesa como un joven político en "El asalto" (L'assaut), dirigido por Julien Leclerq. Un autoestopista borracho en la prensa en "El crucero" (Le croisiére) dirigido por Pascale Pouzadoux. También pudimos verlo en dos programas de televisión policial, en la que interpretó a jóvenes delincuentes. Becker hizo su debut en la televisión estadounidense en la reconocida serie Gossip Girl, interpretando el papel de Louis Grimaldi, un Príncipe de Mónaco, el interés amoroso de Blair Waldorf. Su primera aparición fue en los primeros capítulos de la cuarta temporada donde Blair estaba en París junto a Serena. En 2011 Becker regresa a la serie en cinco episodios adicionales de la misma temporada y retoma su papel mediante el episodio número 10 de la quinta temporada. Hugo aparece en un papel protagonista junto a Greta Gerwing y Adam Brody en "Damiselas en peligro", dirigida por Whit Stillman, que cerro en el 68.º Festival de cine de Venecia y fue seleccionado para el Festival de Cine de Toronto

## Filmografía

### Películas
| Año  | Película                                       | Rol                | Director           |
| ---- | ---------------------------------------------- | ------------------ | ------------------ |
| 2019 | Paradise Beach                                 | Franck             | Xavier Durringer   |
| 2011 | Damsels in Distress                            | Xavier             | Whit Stillman      |
| 2011 | La croisière                                   | Joven comerciante  | Pascale Pouzadoux  |
| 2011 | La proie                                       | Estudiante         | Eric Valette       |
| 2011 | The very first time                            | Estudiante 'heavy' | M-C Mention-Schaar |
| 2010 | L'assaut                                       | Leroy              | Julien Leclercq    |
| 2010 | La mariée n'est pas qu'une marchande de frites | Guillaume          | Flavia Coste       |

### Televisión
| Año         | Título                     | Rol             | Notas                                  |
| ----------- | -------------------------- | --------------- | -------------------------------------- |
| 2011        | R.I.S. Police scientifique | Emmanuel        | Estrella invitada "Rquiem assasin".    |
| 2011        | Julie Lescaut              | Thierry Bouvier | 1 episodio ("La mariée du pont neuf"). |
| 2010 - 2012 | Gossip Girl                | Louis Grimaldi  | Papel recurrente (18 episodios).       |
| 2015        | Au service de la France    | André Merlaux   | Protagonista (12 episodios)            |
| 2016        | Bajo sospecha              | Alain Juillard  | Papel principal (10 episodios).        |
| 2016        | Baron noir                 | Cyril Balsan    | Papel recurrente (8 episodios).        |
| 2019        | Osmosis                    | Paul Vanhove    | Protagonista.                          |
| 2020        | Call my agent              |                 | Estrella invitada "Charlotte".         |